# Orzowei
Orzowei és una novel·la del 1955 de l'escriptor italià Alberto Manzi. Es tracta d'una història educativa antiracista situada a l'Àfrica del Sud. Adaptacions de la novel·la inclouen una pel·lícula (Orzowei, il figlio della savana, 1976) i una popular sèrie de televisió (1977).

## Trama
Isa és un noi blanc que és abandonat en la jungla en algun lloc d'Àfrica austral. És trobat i adoptat per una parella vella de la tribu Swazi. Isa es troba una mica aïllat dins la tribu a causa de la seva pell blanca, i es anomenat "Orzowei" ("la troballa"). El seu antagonista principal és Mesei, fill del cap de la tribu. També a causa de la seva pell blanca, Isa no és acceptat en la societat de guerrers, malgrat que completa amb èxit un dolorós ritu d'iniciació. Finalment decideix deixar el poble, i més tard s'uneix a una tribu de San. El savi Pao l'accepta dins la seva família i li ensenya l'amor i respecte per a totes les persones, independentment del seu color de pell. Quan els Swazi i San comencen una batalla a peu, els ensenyaments de Pao ajuden Isa a tancar el conflicte, batent així el seu enemic Mesei.

## Adaptació
La novel·la va ser primer adaptada com a pel·lícula italoalemanya el 1976 titulada Orzowei, il figlio della savana ("Orzowei, fill de la sabana"). El 1977, la sèrie de televisió Orzowei va aparèixer a Rai Uno amb l'actor Peter Marshall com a Orzowei. Va ser emesa igualment per TVE el 1978. La sèrie televisiva fou popular, en part per una banda sonora exitosa del grup Oliver Onions.
El juny 1984, Davide Fabbri va proporcionar una coberta dibuixada per al llibre ISBN 8845118827.